# 64e cérémonie des Primetime Emmy Awards
La 64e cérémonie des Primetime Emmy Awards, organisée par l'Academy of Television Arts and Sciences, a eu lieu le 23 septembre 2012 au Nokia Theatre de Los Angeles et a récompensé les meilleurs programmes télévisés diffusés en primetime au cours de la saison 2011-2012 (du 1er juin 2011 au 31 mai 2012) sur les réseaux publics et câblés américains. Elle a été diffusée sur ABC et présentée par Jimmy Kimmel.
Les nominations ont été annoncées le 19 juillet 2012.

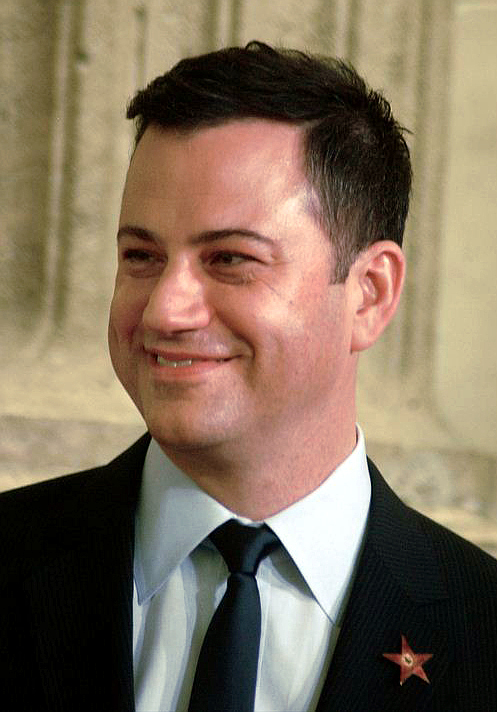
Jimmy Kimmel.

## Palmarès
Note : Les lauréats sont indiqués ci-dessous en premier de chaque catégorie et en gras. Le symbole « ♕ » rappelle le gagnant de l'année précédente (dans le cas d'une nouvelle nomination).

### Séries dramatiques

#### Meilleure série dramatique
- Homeland (Showtime)
  - Boardwalk Empire (HBO)
  - Breaking Bad (AMC)
  - Downton Abbey (PBS)
  - Mad Men (AMC) ♕
  - Game of Thrones (HBO)

#### Meilleur acteur
- Damian Lewis pour le rôle de Nicholas Brody dans Homeland
  - Hugh Bonneville pour le rôle de Robert Crawley, comte de Grantham dans Downton Abbey
  - Steve Buscemi pour le rôle de Enoch "Nucky" Thompson dans Boardwalk Empire
  - Bryan Cranston pour le rôle de Walter White dans Breaking Bad
  - Michael C. Hall pour le rôle de Dexter Morgan dans Dexter
  - Jon Hamm pour le rôle de Don Draper dans Mad Men

#### Meilleure actrice
- Claire Danes pour le rôle de Carrie Mathison dans Homeland
  - Kathy Bates pour le rôle de Harriet "Harry" Korn dans La Loi selon Harry (Harry's Law)
  - Glenn Close pour le rôle de Patty Hewes dans Damages
  - Michelle Dockery pour le rôle de Lady Mary Crawley dans Downton Abbey
  - Julianna Margulies pour le rôle de Alicia Florrick dans The Good Wife ♕
  - Elisabeth Moss pour le rôle de Peggy Olson dans Mad Men

#### Meilleur acteur dans un second rôle
- Aaron Paul pour le rôle de Jesse Pinkman dans Breaking Bad
  - Jim Carter pour le rôle de Mr. Carson dans Downton Abbey
  - Brendan Coyle pour le rôle de John Bates dans Downton Abbey
  - Peter Dinklage pour le rôle de Tyrion Lannister dans Game of Thrones ♕
  - Giancarlo Esposito pour le rôle de Gus Fring dans Breaking Bad
  - Jared Harris pour le rôle de Lane Pryce dans Mad Men

#### Meilleure actrice dans un second rôle
- Maggie Smith pour le rôle de Violet, comtesse douairière de Grantham dans Downton Abbey
  - Christine Baranski pour le rôle de Diane Lockhart dans The Good Wife
  - Joanne Froggatt pour le rôle d'Anna dans Downton Abbey
  - Anna Gunn pour le rôle de Skyler White dans Breaking Bad
  - Christina Hendricks pour le rôle de Joan Harris dans Mad Men
  - Archie Panjabi pour le rôle de Kalinda Sharma dans The Good Wife

#### Meilleur acteur invité
- Jeremy Davies pour le rôle de Dickie Bennett dans Justified
  - Dylan Baker pour le rôle de Colin Sweeney dans The Good Wife
  - Ben Feldman pour le rôle de Michael Ginsberg dans Mad Men
  - Michael J. Fox pour le rôle de Louis Canning dans The Good Wife
  - Mark Margolis pour le rôle de Tio Salamanca dans Breaking Bad (épisode : Face Off)
  - Jason Ritter pour le rôle de Mark Cyr dans Parenthood

#### Meilleure actrice invitée
- Martha Plimpton pour le rôle de Patti Nyholm dans The Good Wife
  - Joan Cusack pour le rôle de Sheila Jackson dans Shameless
  - Loretta Devine pour le rôle d'Adele Webber dans Grey's Anatomy
  - Julia Ormond pour le rôle de Marie Calvet dans Mad Men (épisode : The Phantom)
  - Jean Smart pour le rôle du D.A. Roseanna Remmick dans La Loi selon Harry (Harry's Law)
  - Uma Thurman pour le rôle de Rebecca Duvall dans Smash

#### Meilleure réalisation
- Boardwalk Empire – Timothy Van Patten pour l'épisode To the Lost
  - Mad Men – Phil Abraham pour l'épisode The Other Woman
  - Homeland – Michael Cuesta pour l'épisode Pilot
  - Breaking Bad – Vince Gilligan pour l'épisode Face Off
  - Downton Abbey – Brian Percival pour l'épisode Episode 7

#### Meilleur scénario
- Homeland – Alex Gansa, Howard Gordon et Gideon Raff pour l'épisode Pilot
  - Mad Men – Semi Chellas et Matthew Weiner pour l'épisode Far Away Places
  - Mad Men – Semi Chellas et Matthew Weiner pour l'épisode The Other Woman
  - Downton Abbey – Julian Fellowes pour l'épisode Episode 7
  - Mad Men – André Jacquemetton (en) et Maria Jacquemetton (en) pour l'épisode Commissions and Fees

### Séries comiques

#### Meilleure série comique
- Modern Family (ABC) ♕
  - 30 Rock (NBC)
  - The Big Bang Theory (CBS)
  - Larry et son nombril (Curb Your Enthusiasm) (HBO)
  - Girls (HBO)
  - Veep (HBO)

#### Meilleur acteur
- Jon Cryer pour le rôle du Dr Alan Harper dans Mon oncle Charlie (Two and a Half Men)
  - Alec Baldwin pour le rôle de Jack Donaghy dans 30 Rock
  - Louis C.K. pour le rôle de Louie dans Louie
  - Don Cheadle pour le rôle de Marty Kaan dans House of Lies
  - Larry David pour son propre rôle dans Larry et son nombril (Curb Your Enthusiasm)
  - Jim Parsons pour le rôle de Sheldon Cooper dans The Big Bang Theory ♕

#### Meilleure actrice
- Julia Louis-Dreyfus pour le rôle de Selina Meyer dans Veep
  - Zooey Deschanel pour le rôle de Jess Day dans New Girl
  - Lena Dunham pour le rôle de Hannah Horvath dans Girls
  - Edie Falco pour le rôle de Jackie Peyton dans Nurse Jackie
  - Tina Fey pour le rôle de Liz Lemon dans 30 Rock
  - Melissa McCarthy pour le rôle de Molly Flynn dans Mike and Molly ♕
  - Amy Poehler pour le rôle de Leslie Knope dans Parks and Recreation

#### Meilleur acteur dans un second rôle
- Eric Stonestreet pour le rôle de Cameron Tucker dans Modern Family
  - Ty Burrell pour le rôle de Phil Dumphy dans Modern Family ♕
  - Jesse Tyler Ferguson pour le rôle de Mitchell Pritchett dans Modern Family
  - Max Greenfield pour le rôle de Schmidt dans New Girl
  - Bill Hader pour plusieurs personnages dans Saturday Night Live
  - Ed O'Neill pour le rôle de Jay Pritchett dans Modern Family

#### Meilleure actrice dans un second rôle
- Julie Bowen pour le rôle de Claire Dumphy dans Modern Family ♕
  - Mayim Bialik pour le rôle d'Amy Farrah Fowler dans The Big Bang Theory
  - Kathryn Joosten pour le rôle de Karen McCluskey dans Desperate Housewives
  - Sofía Vergara  pour le rôle de Gloria Delgado-Pritchett dans Modern Family
  - Merritt Wever pour le rôle de Zoey Barkow dans Nurse Jackie
  - Kristen Wiig pour plusieurs personnages dans Saturday Night Live

#### Meilleur acteur invité
- Jimmy Fallon pour plusieurs personnages dans Saturday Night Live pour l'épisode : Host: Jimmy Fallon
  - Will Arnett pour le rôle de Devon Banks dans 30 Rock pour l'épisode Idiots Are People Three!
  - Bobby Cannavale pour le rôle du Dr Mike Cruz dans Nurse Jackie
  - Michael J. Fox pour son propre rôle  dans Larry et son nombril (Curb Your Enthusiasm) pour l'épisode Larry vs. Michael J. Fox
  - Jon Hamm pour le rôle d'Abner et David Brinkley dans 30 Rock pour l'épisode Live from Studio 6H
  - Greg Kinnear pour le rôle de Tad dans Modern Family pour l'épisode Me? Jealous?

#### Meilleure actrice invitée
- Kathy Bates pour le rôle de Charlie Harper dans Mon oncle Charlie (Two and a Half Men) pour l'épisode Why We Gave Up Women
  - Elizabeth Banks pour le rôle d'Avery Jessup dans 30 Rock
  - Margaret Cho pour le rôle de Kim Jong-il dans 30 Rock
  - Dot Jones pour le rôle de Coach Shannon Beiste dans Glee
  - Melissa McCarthy pour plusieurs personnages dans Saturday Night Live pour l'épisode Host: Melissa McCarthy
  - Maya Rudolph pour plusieurs personnages dans Saturday Night Live pour l'épisode Host: Maya Rudolph

#### Meilleure réalisation
- Modern Family – Steven Levitan pour l'épisode Baby on Board
  - Louie – Louis C.K. pour l'épisode Duckling
  - Girls – Lena Dunham pour l'épisode She Did
  - New Girl – Jake Kasdan pour l'épisode Pilot
  - Larry et son nombril – Robert B. Weide pour l'épisode Palestinian Chicken
  - Modern Family – Jason Winer pour l'épisode Virgin Territory

#### Meilleur scénario
- Louie – Louis C.K. pour l'épisode Pregnant
  - Girls – Lena Dunham pour l'épisode Pilot
  - Community – Chris McKenna pour l'épisode Remedial Chaos Theory
  - Parks and Recreation – Amy Poehler pour l'épisode The Debate
  - Parks and Recreation – Michael Schur pour l'épisode Win, Lose or Draw

### Mini-séries et téléfilms

#### Meilleure mini-série ou meilleur téléfilm
- Game Change (HBO)
  - American Horror Story (FX)
  - Hatfields and McCoys (History Channel)
  - Hemingway & Gellhorn (HBO)
  - Luther (BBC America)
  - Sherlock : Un scandale à Buckingham (Sherlock: A Scandal in Belgravia) (PBS)

#### Meilleur acteur
- Kevin Costner pour le rôle de 'Devil' Anse Hatfield dans Hatfields and McCoys
  - Benedict Cumberbatch pour le rôle de Sherlock Holmes dans Sherlock : Un scandale à Buckingham (Sherlock: A Scandal in Belgravia)
  - Idris Elba pour le rôle de l'inspecteur John Luther dans Luther
  - Woody Harrelson pour le rôle de Steve Schmidt dans Game Change
  - Clive Owen pour le rôle d'Ernest Hemingway dans Hemingway & Gellhorn
  - Bill Paxton pour le rôle de Randall McCoy dans Hatfields and McCoys

#### Meilleure actrice
- Julianne Moore pour le rôle de Sarah Palin dans Game Change
  - Connie Britton pour le rôle de Vivien Harmon dans American Horror Story
  - Ashley Judd pour le rôle de Rebecca Winstone dans Missing : Au cœur du complot
  - Nicole Kidman pour le rôle de Martha Gellhorn dans Hemingway & Gellhorn
  - Emma Thompson pour le rôle d'Elle dans The Song of Lunch

#### Meilleur acteur dans un second rôle
- Tom Berenger pour le rôle de 'Devil' Anse Hatfield dans Hatfields and McCoys
  - Martin Freeman pour le rôle de John Watson dans Sherlock : Un scandale à Buckingham (Sherlock: A Scandal in Belgravia)
  - Ed Harris pour le rôle de John McCain dans Game Change
  - Denis O'Hare pour le rôle de Larry Harvey dans American Horror Story
  - David Strathairn pour le rôle de John Dos Passos dans Hemingway & Gellhorn

#### Meilleure actrice dans un second rôle
- Jessica Lange pour le rôle de Constance Langdon dans American Horror Story
  - Frances Conroy pour le rôle de Moira dans American Horror Story
  - Judy Davis pour le rôle de Rebecca Winstone dans Page Eight
  - Sarah Paulson pour le rôle de Nicolle Wallace dans Game Change
  - Mare Winningham pour le rôle de Sally McCoy dans Hatfields and McCoys

#### Meilleure réalisation
- Game Change – Jay Roach
  - Hemingway & Gellhorn – Philip Kaufman
  - Sherlock : Un scandale à Buckingham (Sherlock: A Scandal in Belgravia) – Paul McGuigan
  - Luther – Sam Miller
  - Hatfields and McCoys – Kevin Reynolds

#### Meilleur scénario
- Game Change – Danny Strong
  - Luther – Neil Cross
  - Hatfields and McCoys – Ted Mann, Ronald Parker et Bill Kerby
  - Sherlock : Un scandale à Buckingham (Sherlock: A Scandal in Belgravia) – Steven Moffat
  - The Hour – Abi Morgan

### Séries de variétés

#### Meilleure série de variété
- The Daily Show with Jon Stewart (Comedy Central) ♕
  - The Colbert Report (Comedy Central)
  - Jimmy Kimmel Live! (ABC)
  - Late Night with Jimmy Fallon (NBC)
  - Real Time with Bill Maher (HBO)
  - Saturday Night Live (NBC)

#### Meilleure réalisation pour une série de variété
- Saturday Night Live – Don Roy King
  - Late Show with David Letterman – Jerry Foley
  - The Colbert Report – Jim Hoskinson
  - Portlandia – Jonathan Krisel
  - The Daily Show with Jon Stewart – Chuck O'Neil

#### Meilleur scénario pour une série de variété
- The Daily Show with Jon Stewart – 
  - The Colbert Report –
  - Portlandia –
  - Real Time with Bill Maher –
  - Saturday Night Live –

### Télé-réalité

#### Meilleure émission de télé-réalité
- Jamie Oliver's Food Revolution (ABC)
- Antiques Roadshow (PBS)
- Who Do You Think You Are? (NBC)
- Undercover Boss (CBS)
- MythBusters (Discovery Channel)
- Shark Tank (ABC)

#### Meilleur jeu de télé-réalité
- The Amazing Race (CBS) ♕
  - American Idol (Fox)
  - Dancing with the Stars (ABC)
  - Projet haute couture (Lifetime)
  - So You Think You Can Dance (Fox)
  - Top Chef (Bravo)
  - The Voice (NBC)

#### Meilleur présentateur d'une émission de télé-réalité
- Tom Bergeron pour Dancing with the Stars
  - Cat Deeley pour So You Think You Can Dance
  - Phil Keoghan pour The Amazing Race
  - Ryan Seacrest pour American Idol
  - Betty White pour Betty White's Off Their Rockers

## Creative Arts Primetime Emmys

### Programmes

#### Meilleur programme pour enfants
- Degrassi : La Nouvelle Génération (MuchMusic)
- Bonne chance Charlie (Disney Channel)
- iCarly (Nickelodeon)
- Victorious (Nickelodeon)
- Wizards of Waverly Place (Disney Channel)

#### Meilleur special de variété, musical ou comique
- The Kennedy Center Honors
  - Betty White's 90th Birthday: A Tribute To America's Golden Girl
  - Kathy Griffin: Tired Hooker
  - Mel Brooks and Dick Cavett Together Again
  - Tony Bennett: Duets II (Great Performances)

### Réalisation et scénario

#### Meilleure réalisation pour un special
- 65e cérémonie des Tony Awards – Glenn Weiss
  - Louis C.K.: Live at the Beacon Theater – Louis C.K.
  - 54e cérémonie des Grammy Awards – Louis J. Horvitz
  - 84e cérémonie des Oscars – Don Mischer
  - New York City Ballet George Balanchine's The Nutcracker – Alan Skog

#### Meilleur scénario pour un special
- Louis C.K.: Live at the Beacon Theater – Louis C.K.
  - 65e cérémonie des Tony Awards –
  - 84e cérémonie des Oscars –
  - Betty White's 90th Birthday: A Tribute To America's Golden Girl –
  - The Kennedy Center Honors –

#### Meilleure réalisation pour un programme non fictif
- Joe Berlinger et Bruce Sinofsky pour Paradise Lost 3: Purgatory
- Martin Scorsese pour George Harrison: Living in the Material World
- Craig Spirko pour Projet haute couture
- Bertram van Munster pour The Amazing Race
- Robert B. Weide pour American Masters

#### Meilleur scénario pour un programme non fictif
- American Experience: Clinton
- American Masters
- Anthony Bourdain : No Reservations
- Prohibition
- 1, rue Sésame : Growing Hope Against Hunger

## Récompenses et nominations multiples
(en comptant les Creative Arts Primetime Emmy Awards)

### Nominations multiples
17 : American Horror Story, Mad Men
16 : Hatfields and McCoys, Downton Abbey
15 : Hemingway & Gellhorn
14 : Modern Family, Saturday Night Live
13 : 30 Rock, Breaking Bad, Sherlock : Un scandale à Buckingham
12 : Boardwalk Empire, Game Change
11 : Game of Thrones
9 : Homeland

### Récompenses multiples
4 / 14 : Modern Family
4 / 12 : Game Change
4 / 9 : Homeland
2 / 16 : Hatfields and McCoys
2 / 2 : Mon oncle Charlie